# 마르케타 이르글로바
마르케타 이르글로바(체코어: Markéta Irglová, 1988년 2월 28일 ~ )는 체코의 싱어송라이터이자 배우이다. 글렌 핸사드와 밴드 더 스웰 시즌을 꾸려 활동하였으며, 공동으로 작업한 <Falling Slowly>로 제80회 아카데미상 오리지널곡 부문을 수상하였다. 같은 곡이 OST로 쓰인 영화 <원스>와 그 속편인 <더 스웰 시즌>에 출연한 것으로도 유명하다.

## 생애
이르글로바는 1988년 체코슬로바키아에서 태어났다. 7살 때 피아노 레슨을 받기 시작하였으며, 8살부터는 기타를 치기 시작했다고 한다.
이르글로바는 열세살이던 2001년에 글렌 핸사드를 처음 만났다. 사실 아버지가 체코에서 음악축제를 주최하였고, 당시 핸사드가 활동하던 밴드 '더 프레임스'가 공연에 초청된 게 계기가 된 것이다. 핸사드는 이때의 인연으로 이르글로바의 아티스트로서, 또 작곡가로서의 실력향상을 도왔으며 정식 커리어 입문도 함께 힘썼다.
이후 핸사드와 함께 밴드 더 스웰 시즌을 결성하였다. 스웰시즌은 2006년 오버코트 레코딩을 통해 <더 스웰 시즌>을 냈다. 2007년에는 독립 영화 <원스>에 공동 출연하였으며, 영화 OST 중 <Falling Slowly>를 비롯해 다수의 곡을 공동 작업하였다. 타이틀곡인 Falling Slowly는 2008년 아카데미상 오리지널곡 부문을 수상하였으며, 영화 자체도 2007년 선댄스 영화제에서 세계 영화 관객상 드라마 부문상을 수상하였다. 같은 시기인 2007년에는 <아임 낫 데어>에서 스웰시즌이 밥 딜런의 <You AIn't Goin' Nowhere>를 부를 때에도 출연하였다.

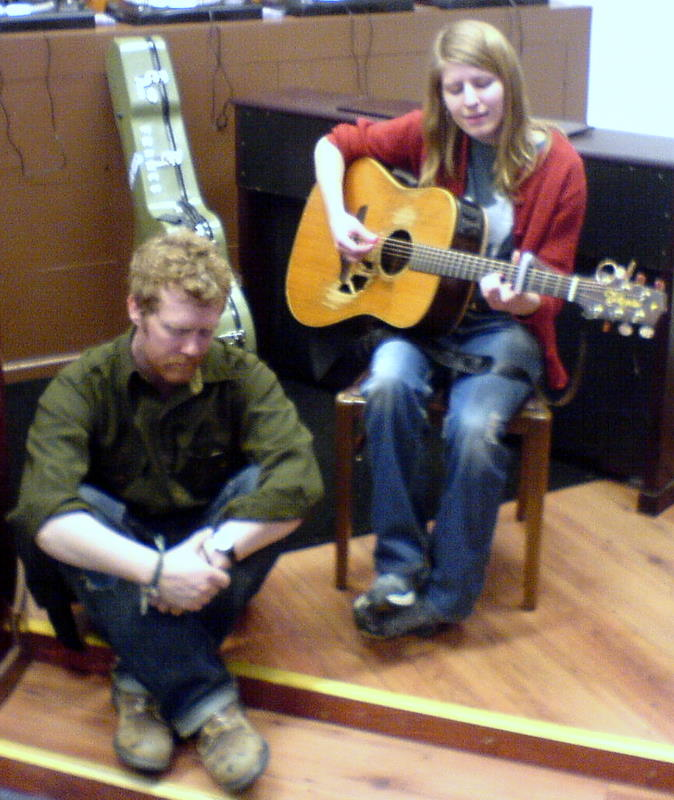
이르글로바와 핸사드 (2006년 아일랜드 더리 공연에서)

이르글로바와 핸사드는 만난지는 오래되었지만 연인 사이로 발전한 것은 영화 <원스>를 제작할 당시부터였다. 하지만 불과 2년 후인 2009년에 서로 헤어졌다고 밝혔다. 이후 이르글로바는 2011년 팀 이즐러와 결혼했다가 이듬해 2012년 이혼 사실을 밝히기도 하였다. 지금은 아이슬란드 례이캬비크에 건너가 살고 있으며, 아이슬란드인 연인과 동거하며 아이 둘을 키우고 있다.

## 디스코그래피

### 더 스웰 시즌
- The Swell Season (2006)
- Once (사운드트랙) (2007)
- Strict Joy (2009)

### 솔로
- Anar (2011)
- Muna (2014)

## 영화
- <원스> (2007) - 그녀 역
- <더 스웰 시즌> (2011)
- <Home Is Here> (2016)

## 수상 기록

### 수상
- 2008년 제80회 아카데미상 영화 삽입곡 부문 - <원스>의 <Falling Slowly>
- 2008년 제13회 크리틱스 초이스 상 최고의 삽입곡 부문 - <원스>의 <Falling Slowly>
- 2008년 로스앤젤레스 비평협회상 최고의 영화음악 부문 - <원스>

### 후보
- 2008년 그래미상 최고의 영화·텔레비전·시각매체 작곡 부문 - <원스>의 <Falling Slowly>
- 2008년 그래미상 최고의 영화·텔레비전·시각매체 컴필레이션 사운드트랙 앨범 - <원스>